# Nikola Savić (giocatore di football americano)
Nikola Savić (...) è un ex giocatore di football americano serbo, che ha giocato nel ruolo di offensive lineman.